# Лампа обратной волны
Ла́мпа обра́тной волны́ (ЛОВ) — электровакуумный прибор, в котором для генерирования электромагнитных колебаний СВЧ используется взаимодействие электронного потока с электромагнитной волной, бегущей по замедляющей системе в направлении, обратном направлению движения электронов (в отличие от лампы бегущей волны (ЛБВ)).
ЛОВ применяются в широкодиапазонных сигнал- и свип-генераторах для радиотехнических измерений и радиоспектроскопии, в основном для генерации терагерцевого излучения, в гетеродинах быстро перестраиваемых приёмников, в задающих генераторах передатчиков с быстрой перестройкой частоты и т. д.

## История
Первые сведения о разработках ЛОВ появились в 1948 году в СССР, разработка велась М. Ф. Стельмахом и его сотрудниками в ЦНИИ-108; позже в 1952 году — в США.

Идея создания ЛОВ высказана в 1948 г. советским ученым М. Ф. Стельмахом. Явление генерирования колебаний СВЧ в результате взаимодействия электронного потока и обратной волны впервые наблюдал и описал американский физик С. Мильман в 1950 г. Термин «ЛОВ» введен американскими учеными Р. Компфнером и Н.Уильямсом в 1953 г., давшими первое теоретическое описание работы прибора.
— Энциклопедический словарь «ЭЛЕКТРОНИКА». — М.: «Советская энциклопедия», 1991
Создатель первой советской ЛБВ А. В. Иевский, проработавший десятки лет со Стельмахом, вспоминал, что тот подошёл к идее ЛОВ в 1948 году своеобразным путём, не используя общепринятые сегодня концепции ЛОВ как устройства с распределённой обратной связью или прибора с абсолютной неустойчивостью: 

Обсуждая с сотрудниками повседневные задачи разработки СВЧ–приборов, Митрофан Фёдорович не раз затрагивал тему использования замедляющих структур в виде системы встречных штырей для создания усилительных и генераторных ЛБВ повышенной мощности. В обычной спиральной ЛБВ для перевода её в режим генератора необходима обратная связь. Последняя часто возникает и сама по себе за счёт отражения СВЧ–поля] от каких–либо неоднородностей, например, в спиральной замедляющей линии, или в районе коллектора, и в этом случае для обеспечения устойчивого усилительного режима на часть внутренней поверхности колбы ЛБВ наносят распыляемый поглотитель.
В процессе работы над ЛБВ со штыревой замедляющей системой М. Ф. Стельмах обратил внимание на тот факт, что система штырей отличается от спиральной системы наличием значительно больших неоднородностей, так что штыри могут обеспечить заметное обратное отражение поля СВЧ волны, необходимое для генерации. Эксперимент полностью подтвердил эти соображения — в первых же опытах была получена генерация. Несколько позже М. Ф. Стельмах с сотрудниками поняли, что речь идёт не просто о традиционном отражении от неоднородностей, а об отражении, распределённом по всей длине замедляющей структуры лампы, что тут же поставило вопрос о пространственной синхронизации волны отражения и волны усиливаемого или генерируемого поля. Начались теоретические расчёты, показавшие, что единственно возможной (синхронизированной с волной отражения) волной поля может быть обратная пространственная (минус первая) гармоника поля, т. е. в чистом виде обратная волна.

Лампы обратной волны подразделяются на два класса: ЛОВ типа О и ЛОВ типа М. В приборах типа О происходит преобразование кинетической энергии электронов в энергию СВЧ поля в результате торможения электронов этим полем. В приборах типа М в энергию СВЧ поля переходит потенциальная энергия электронов, смещающихся в результате многократного торможения и разгона от катода к аноду. Средняя кинетическая энергия при этом остаётся постоянной. 
Лампу обратной волны типа "M" иногда называют карцинотроном (или карсинотроном). Чаще такое название можно встретить в зарубежной литературе.

## ЛОВ типа О

### Устройство и принцип действия
Электронная пушка создаёт пучок электронов, движущийся к коллектору. Заданное сечение пучка сохраняется постоянным при помощи фокусирующей системы. Предположим, что со стороны коллектора в замедляющую систему ЛОВ введён СВЧ сигнал, то есть вдоль замедляющей системы справа налево двигается волна с групповой скоростью vгр.
Если бы замедляющая система была однородной, и поле её бы не содержало пространственных неоднородностей, то фазовая скорость волны была бы направлена так же, как и групповая, то есть навстречу движению электронов. Обмен энергией между СВЧ-волной и пучком электронов должен был бы отсутствовать.
Однако, если замедляющая система имеет периодическую структуру, то электромагнитное поле в ней можно рассматривать как сумму бесконечного множества колебаний (мод) с разными частотами. Фазовые скорости этих мод могут быть направлены как в сторону движения энергии (прямые волны), так и в противоположную сторону (обратные волны). Можно подобрать ускоряющее напряжение ({\displaystyle U_{0}}) для пучка электронов так, чтобы обеспечить синхронизм между электронами и одной из замедленных обратных волн (Ve ≅ Vф).
{\displaystyle V_{\phi }={\sqrt {{\frac {2e}{m}}U_{0}}}}
Тогда электроны, поочерёдно проходя мимо неоднородностей, встречают тормозящее электрическое поле (фазу) высокочастотного колебания, что приводит к тому, что часть кинетической энергии пучка передаётся СВЧ-полю замедляющей системы. При этом электронный поток модулируется по скоростям электронов, что приводит к модуляции плотности объёмного заряда электронного потока (быстрые электроны догоняют медленные). Этот модулированный поток, двигаясь по направлению к коллектору, наводит на замедляющей системе высокочастотный ток. Но энергия волны, с которой взаимодействуют электроны, двигается навстречу электронному потоку. В результате на выходе замедляющей системы вблизи электронной пушки создаётся поле, превышающее первоначальный сигнал. Лампа приобретает свойства автогенератора.
Таким образом, электронный пучок играет в ЛОВ двойную роль — как источник энергии и как звено, по которому осуществляется положительная обратная связь. Эта связь присуща самому принципу ЛОВ и принципиально неустранима, в отличие от других генераторов СВЧ.
При изменении частоты ЛОВ СВЧ-волна может отражаться от нагрузки и поступать обратно в замедляющую систему. Эта отраженная волна может взаимодействовать с электронным потоком, что будет приводить к изменению выходной мощности. Для устранения этих эффектов на конце замедляющей системы, обращенном к коллектору включают самосогласованную нагрузку (поглотитель).

### Параметры и характеристики

#### Диапазон частот
Частота колебаний ЛОВ зависит от напряжения {\displaystyle U_{0}}, приложенного между замедляющей системой и катодом. Современные (2005 год) ЛОВ покрывают диапазон частот от единиц ГГц до единиц ТГц.
Ширина диапазона электронной перестройки частот характеризуется либо коэффициентом перекрытия диапазона
{\displaystyle \delta _{c}={\frac {f_{max}}{f_{min}}}}
либо относительной величиной, выраженной в процентах
{\displaystyle \delta _{0}=2{\frac {f_{max}-f_{min}}{f_{max}+f_{min}}}100}
где {\displaystyle f_{max}} и {\displaystyle f_{min}} — максимальная и минимальная частоты диапазона электронной перестройки.
Типичные значения {\displaystyle \delta _{c}} — 1,5 ÷ 2.

#### Крутизна электронной перестройки частоты
Зависимость частоты излучения от напряжения на замедляющей системе ЛОВ имеет нелинейный характер. Это связано с тем, что скорость электронов в потоке {\displaystyle v_{e}} пропорциональна квадратному корню из напряжения на замедляющей системе.
При заданных геометрических размерах замедляющей системы частота генерируемых колебаний однозначно определяется величиной напряжения на замедляющей системе:
{\displaystyle f={\frac {\sqrt {U_{0}}}{\alpha +\beta {\sqrt {U_{0}}}}}}, где α и β зависят только от геометрических параметров.
Крутизна электронной перестройки частоты ЛОВ увеличивается при уменьшении напряжения на замедляющей системе. При одинаковых пределах изменения напряжения на замедляющей системе большей крутизной перестройки обладают более высокочастотные ЛОВ. Крутизна перестройки для ЛОВ миллиметрового диапазона составляет десятки мегагерц на вольт, для ЛОВ сантиметрового диапазона — несколько мегагерц на вольт.

#### Выходная мощность
Выходная мощность колебаний ЛОВ приблизительно пропорциональна величине напряжения на замедляющей системе и разности между рабочим и пусковым значениями тока электронного пучка:
{\displaystyle P_{out}=kU_{0}(I-I_{0})}, где {\displaystyle k} — коэффициент пропорциональности, {\displaystyle I} — ток электронного луча, {\displaystyle I_{0}} — пусковой ток — минимальное значение тока электронного луча, при котором возникает генерация.
Обычно выходная мощность излучения ЛОВ составляет от нескольких милливатт до нескольких ватт.
Зависимость мощности излучения от напряжения на замедляющей системе представлена на рисунке. Выходная мощность ЛОВ увеличивается за счёт роста подводимой мощности {\displaystyle U_{0}I}. Однако после некоторого значения {\displaystyle U_{0}} происходит уменьшение выходной мощности, связанное с уменьшением разности между рабочим и пусковым значениями тока электронного пучка {\displaystyle (I-I_{0})}.
Теоретическая зависимость выходной мощности от напряжения на замедляющей системе показана на рисунке пунктирной линией. Однако реальная зависимость мощности (сплошная линия) имеет гораздо более изрезанный характер. Главной причиной этого является отражение СВЧ-излучения от поглотителя замедляющей системы и устройства для вывода энергии.
Степень неравномерности кривой выходной мощности ЛОВ обычно оценивается величиной перепада этой мощности в диапазоне электронной перестройки:
{\displaystyle \delta _{P}=10\lg({\frac {P_{max}}{P_{min}}})}

#### Спектр колебаний
Колебания ЛОВ, как и других типов СВЧ генераторов, не являются монохроматическими. Расширение спектральной линии обусловлено случайной модуляцией, являющейся следствием дискретного характера тока электронного луча, эффекта распределения тока луча между отдельными электродами и элементами замедляющей системы, эффекта мерцания катода и других причин.
Однако в ЛОВ с магнитной фокусировкой, как и в других СВЧ приборах типа О, также наблюдается значительная периодическая модуляция амплитуды и частоты колебаний. Одной из причин такой модуляции являются релаксационные колебания, возникающие в электронном потоке в области электронной пушки.
Также причиной модуляции может являться нестабильность источника питания ЛОВ. Поскольку мощность ЛОВ может очень сильно зависеть от напряжения на замедляющей системе, даже незначительное изменение напряжения может приводить к большой модуляции выходной мощности ЛОВ.

#### КПД
Максимальный коэффициент полезного действия не превышает в ЛОВ типа О нескольких процентов.

## ЛОВ типа М

### Отличие от ЛОВ типа О
В ЛОВ типа О электроны передают полю свою избыточную кинетическую энергию, соответствующую разности скоростей электронов и волны. КПД ограничен допустимой разностью указанных скоростей. Наоборот, в ЛОВ типа М кинетическая энергия электронов, не изменяется, а изменяется потенциальная энергия, преобразующаяся в энергию СВЧ поля.
Кроме того, в ЛОВ типа М наиболее благоприятное взаимодействие потока электронов и СВЧ поля происходит при точном равенстве средней скорости электронов и фазовой скорости волны (Ve = Vф), в то время как для передачи энергии в ЛОВ типа О требуется, чтобы электроны двигались немного быстрее волны.

### Устройство и принцип действия
Инжектирующее устройство создаёт поток электронов, движущийся к коллектору. Электронный поток создает в замедляющей системе наведенный ток и электромагнитное поле пространственных гармоник. Если ток луча (потока электронов) достаточно велик (больше пускового), на одной из пространственных гармоник, для которой выполнено условие фазового синхронизма (Ve = Vф), начинается взаимодействие электронного потока с полем волны, при котором в тормозящих полупериодах электрического поля гармоники будет происходить увеличение её энергии за счет уменьшения потенциальной энергии электронов. Электронный поток в ЛОВ типа М взаимодействует с обратными пространственными гармониками, для которых направления фазовой и групповой скоростей противоположны, поэтому электроны движутся к коллектору, а энергия волны им навстречу — к волноводному выходу прибора. В результате возникает положительная обратная связь между полем волны и электронным потоком, при которой волна, отдавая часть своей энергии на группировку электронов, приобретает большее её количество за счет уменьшения потенциальной энергии сгруппированных электронов.
Вследствие трудностей широкополосного согласования волноводного выхода ЛОВМ с замедляющей системой в ЛОВМ возможны отражения от нагрузки. Для устранения этого эффекта в ЛОВ типа М, как и в ЛОВ типа О, применяют поглотитель.

### Параметры и характеристики

#### Диапазон частот
Также как и в ЛОВ типа О частота излучения зависит от напряжения на замедляющей системе. Обычно ЛОВ типа М используются в диапазоне частот от 200 МГц до 20 ГГц с диапазоном электронной перестройки частоты до 40 %.

#### Крутизна электронной перестройки частоты
В отличие от ЛОВ типа О в ЛОВ типа М скорость электронов в ЛОВМ прямо пропорциональна {\displaystyle U_{0}} (напряжению на замедляющей системе). Поэтому в ЛОВ типа М для достижения одинакового с ЛОВ типа О перекрытия частотного диапазона требуется меньшее изменение {\displaystyle U_{0}}.

#### Выходная мощность
Современные генераторы на ЛОВ типа М способны обеспечивать выходную мощность в непрерывном режиме порядка десятков киловатт в дециметровом и единиц киловатт в сантиметровом диапазонах. В настоящее время они являются самыми мощными генераторами СВЧ колебаний с электронной перестройкой частоты.
Синхронизированные генераторы на ЛОВ типа М обладают высокой стабильностью частоты и низким уровнем шумов, что позволяет их использование в системах связи с частотной модуляцией.

#### КПД
Коэффициент полезного действия достигает в ЛОВ типа М 40—60 %.